# Dan Baram
Dan Baram (rođen kao Milivoj Fuchs) (1931. − 2009.), policijski general u Izraelu, hrvatski Židov, hrvatski domoljub, zaslužni politički i diplomatski djelatnik Republike Hrvatske. 

## Životopis
Rodio se je 1931. u Zagrebu kao Milivoj Fuchs, u obitelji zagrebačkih Židova Miroslava i Erne.
U Drugom svjetskom ratu život mu je spasio zagrebački nadbiskup dr Alojzije Stepinac, što je Baram poslije osobno posvjedočio pred televizijskim kamerama. 1942. godine Milivoj Fuchs uhićen je zajedno sa svojim i materinim roditeljima. Oca su mu zatočili u osječkom zatvoru, a njega i mati u Zagrebački zbor (prostori današnjeg Studentskog centra). 
Budući da se znalo da nadbiskup Stepinac na razne načine pomaže Židovima, Milivojev tetak Friedrich Gross obratio se Stepincu za pomoć. Stepinac je uslišio molbu. Pribavio im je nove dokumente, od kojih je jedan je bio nova osobna iskaznica na ime Radičević, a drugi je bio namijenjen za to da se Milivojeva mati Erna pusti na slobodu. Fuchsovi su dokumente dobili preko crkve sv. Petra. Dobili su od Stepinca i krsne listove. I Milivojev otac je pod novim imenom sklonjen u rafineriju Olex. Stepinac je Milivojevoj obitelji još jednom uslišio molbu za pomoć, pa ih je uputio u Ščitarjevo kod župnika Dragutina Jesiha. Župnik Jesih ih je skrio u podrum svog župnog urda. Ondje je već bilo i drugih Židova, ali i komunista. 
Suseljani su 27. studenoga 1943. doznali da ustaše znaju za ovu sklonjenu skupinu, pa su ih u noći upozorili neka bježe. Pobjegli su u Svetu Klaru, u Olex. Župnik Jesih koji je zbrinuo sve te Židove i komuniste nije se spasio. Ustaše su ga mučki ubile na savskoj obali i tijelo mu potom bacili u rijeku. Mjesni su seljaci od tad preuzeli brigu o tim Židovima. 
Fuchs, odnosno Baram poslije je posvjedočio da nije bilo prisilnog pokrštavanja Židova, osvrčući se na činjenicu da je pokrštavanje Židova kako bi ih se spasilo često bilo predmet napada na Katoličku crkvu za koju se tvrdilo da je to činila prisilno. Milivoj Fuchs je posvjedočio poslije da i danas čuva svoj krsni list izdan od Zagrebačke nadbiskupije. Posvjedočio je da uopće nije bilo nikakvog čina krštenja, nego su samo dobili krsne papire, kao i to da u svom životu nikad nije čuo ni za jednog hrvatskog Židova da je bio prisilno kršten. Židovi su toj akciji pristupali dragovoljno, jer su bili uvjereni u to da će ih to spasiti. Prvih godina krsni list je bio nekakva zaštita, no odmicanjem rata ustaške vlasti postajale su sve krutije, pa naposljetku svi Židovi neglede svih oblika zaštite koji su imali dotad došli su na udar režima koji je sproveo pogrom. 
Obitelj mu je preživjela rat. 1949. su otišli u Izrael. Ime je hebrejizirao u Dan Baram nakon dobivanja izraelskog državljanstva iste godine. Prvih je godina nakon dolaska u Izrale živio u kibucu Šaar ha Golan. Sudjelovao u svim izraelsko-arapskim ratovima kao časnik topništva. Bio je u upravi Egeda. Nakom Jomkipurskog rata mijenja rod vojske. Prešao je u policiju i sa skupinom suradnika osnovao Nacionanu gardu (Mišmat ezrahi). Obnašao razne dužnosti u strukturama državne sigurnosti. 
U godinama pred osamostaljenje Hrvatske, Baram je bio djelatni visoki časnik Nacionalne garde Izraela. Kad je krenula velikosrpska agresija na Hrvatsku, Dan Baram je odmah prepoznao da se ne radi ni o kakvom građanskom ratu, niti o borbi protiv nekakvog povampirenog fašizma kako je to širila velikosrpska propaganda po svijetu. Nije nasjeo antihrvatskoj propagandi vrlo snažnog prosrpskog lobbyja koji je nerazumno držao srpsku stranu prvih godina hrvatskog obrambeno-oslobodilačkog rata i stigmatizirao Hrvatsku i Hrvate etiketama nacizma i fašizma. Baram je odlučio suprotstaviti se tim klevetama i pomoći svojoj domovini Hrvatskoj i hrvatskom narodu koji mu je spasio život u najtežim vremenima. 
U znak zahvalnosti za iskazanu potporu Hrvatskoj u godinama velikosrpske agresije, predsjednik RH Tuđman odao mu je priznanje imenovanjem za počasnog konzula RH u Izraelu 1993. godine. 
Umirovio se je 1998. godine u činu brigadnog generala. Za mandata predsjednika Mesića, u nejasnim okolnostima 2006. opozvan mu je status počasnog konzula, no sljedeće godine dodijeljen mu je Red kneza Branimira.
Baram je Hrvatsku redovno posjećivao. Uvijek je odlazio na grob svog spasitelja, svećenika Dragutina Jesiha, odati mu počast. Na Baramovu inicijativu, Dragutin Jesih 1992. proglašen je Pravednikom među narodima. U dokumentarnom filmu Jakov Sedlara o Stepincu zabilježena je izjava policijskog časnika Dana Barama kako je uvjeren, s obzirom na sve dokumentirane izjave Židova u Yad Vashemu, da će Stepinac na kraju biti proglašen za Pravednika među narodima, jer ispunja sve uvjete za to.
Njegova smrt prošla je bez obavijesti u hrvatskim medijima, a obavijest o smrti propustila je navesti i židovska zajednica. Jedini koji su bili dali obavijest jest Most – bilten Udruženja useljenika iz bivše Jugoslavije u br. 6 od 6. prosinca 2009. te Glasilo hrvatskog diplomatskog kluba br. 1 od 2010. godine.

## Odlikovanja i počasti
- Počasni konzul Republike Hrvatske u Izraelu u Haifi, 1993.,[5] a od 1999. počasni konzul sa sjedištem u Jeruzalemu i konzularnim područjem koje obuhvaća Grad Jeruzalem.[6]
- Red kneza Branimira s ogrlicom, 2007.,[7] za osobit doprinos razvitku prijateljskih odnosa i suradnje između Republike Hrvatske i Države Izrael

## Vanjske poveznice
- (eng.) The Righteous Among The Nations - Jesih Family: Jesih Dragutin (1895 - 1944 ), Yad Vashem